# サニーデイ・サービス
サニーデイ・サービス（Sunny Day Service）は、日本のロックバンド。ボーカル、ギターの曽我部恵一を中心として1992年に結成され、1994年にミニ・アルバム『星空のドライブep』でメジャーデビュー。2000年の解散後、2008年に再結成された。

## メンバー
- 曽我部 恵一（そかべ けいいち、1971年8月26日（53歳） - ）

- ボーカル、ギター担当。
- 香川県坂出市出身。立教大学中退。

- 田中 貴（たなか たかし、1971年??月??日 ）

- ベース担当。
- 愛媛県今治市出身。大学在学中にデビュー。
- 年間およそ600杯を食べるという無類のラーメン愛好家として知られ、2015年にはラーメンに関するムック『サニーデイ・サービス 田中 貴 プロデュース ラーメン本 Ra:』(Gakken, ISBN 978-4-05-610769-2) を出版するなど、ラーメン評論家としての活動歴もある。
- 2018年には坂本真綾のレコーディングメンバーとして付き合いのあったフライングドッグからのオファーを受けて、サポートメンバーである細野しんいち（元magoo swim）と共にテレビアニメ『ラーメン大好き小泉さん』のサウンドトラックを手がけている。

- 大工原 幹雄（だいくはら みきお、1982年3月3日（43歳） - ）

- ドラムス担当。
- 神奈川県横須賀市出身。
- Qomolangma Tomato、Baduerykah、ボロキチのメンバーとしても活動。

### 旧メンバー
- 片山 紀夫（かたやま のりお）

パーカッション、リズムボックス担当（1992年 - 1995年）。
- 児玉 清（こだま きよし）

キーボード担当（1993年 - 1995年）。
- 丸山 晴茂（まるやま はるしげ、1970年11月6日 - 2018年5月??日）

- ドラムス担当（1995年 - 2018年）。
- 東京都東村山市出身。日本大学鶴ヶ丘高等学校卒業。
- Electric Glass Balloonの元メンバー。1995年加入。
- 2015年夏頃から体調不良により音楽活動を休むようになり、2016年2月にバンドを離れて療養に入る。2018年5月、食道静脈瘤破裂により死去。享年47。曽我部は訃報にて、丸山が長年「アルコールの問題」を抱えていた旨を語っている。
- 同年12月28日に曽我部と田中の2人による丸山の哀悼ライヴが行われた。

### サポート・メンバー
- 高野勲（元Freedom Suit、benzo） - キーボード（1996年 - 2000年、2008年 - ）
- 宇佐美慶洋 - キーボード（1996年）
- 新井仁（元N.G.three、RON RON CLOU、northern bright） - ギター（1997年 - 1998年、2008年 - ）
- 細野しんいち（元Magoo Swim） - キーボード、ギター（1999年 - 2000年）
- 横山裕章（agehasprings） - キーボード（2020年 - ）
- 三原重夫 - パーカッション（1999年 - 2000年）
- 鈴木正敏（初恋の嵐） - ドラムス（2010年、2015年 - 2016年）[8]
- 岡山健二（andymori） - ドラムス（2016年 - 2019年）

## ディスコグラフィ

### デモテープ
1. sunny day service（1992年6月7日録音）
  - (love is like a) easy warp
  - electric love milk
  - red roses, silver chime
  - frisky calling
2. le nouveau monde（1992年秋録音）
  - how we were before
  - (love is like a) easy warp
3. SUNNY DAY SERVICE（録音日不明）
  - WEEKEND FILM
  - HOW WE WERE BEFORE
  - CENTURY TRUE

### 配信限定シングル
| タイトル           | 発売日         |
| ------------------ | -------------- |
| 雨が降りそう       | 2020年1月16日  |
| TOKYO SUNSET       | 2021年10月13日 |
| おみやげを持って   | 2022年1月26日  |
| ライラック・タイム | 2022年7月4日   |

### ボックス・セット
1. “MIDI” COMPLETE BOX（2002年7月24日） - 初期作品やアルバム未収録曲と、すべてのオリジナル・アルバムを網羅したCD12枚に特製ブックレットをあわせたボックス・セット。
2. 東京 20th anniversary BOX（2016年5月18日） - 1996年リリースのアルバム『東京』発売20周年を記念した完全限定ボックス・セット。

### インディーズ盤
1. S.F.colour is born（1993年） - 大学の1年先輩新井仁のN.G.THREEとのスプリット・シングル、アナログ7インチ盤。
2. COSMO-SPORTS ep（1993年） - CD:UFPB-002 ※シングル。
  - cosmo-sports
  - pancake pretty
  - century true
  - picture in the sky
3. HAPPY DAY, HAPPY TIME!!（1993年） - PUSHBIKEからリリースされたオムニバス・アルバム、「SF COLOUR IS BORN」を収録。

### 参加作品
1. 桜通信 ORIGINAL SOUNDTRACK（1997年8月6日）CD:VICL-60024 - 遊人原作『桜通信』のOVAのサウンドトラック・アルバム。曽我部恵一作詞・作曲、サニーデイ・サービス編曲、桑田貴子ボーカルによる「きみの窓から」「恋は風に乗って」を収録。
2. HIT RADIO 802（1997年10月1日） - FM802から発信された、ポリグラム系列の楽曲から選曲されたコンピレーション・アルバム。「都会(Version#2)」を収録。
3. 東京こんぴ（2012年3月7日）CD:VICL-63845  - すべて「東京」というタイトルの楽曲で構成されたオムニバス・アルバム。サニーデイ・サービスの『東京』を収録。
4. DJ To-i『TOY BOX II -All Night Mix-』（2020年1月15日）CD+オリジナルグッズ:SRCL 11300-1【初回生産限定盤】、CD:SRCL 11302【通常盤】 - DJ To-iによるミックスCD。「街角のファンク (feat. C.O.S.A. & KID FRESINO) 」と「Tokyo Sick feat. MARIA (VaVa Remix)」を収録。

### その他
1. 蜂と蜘蛛（1998年9月19日） - 1998年のツアー・パンフレットに付属していたボーナス・シングル、「蜂と蜘蛛」,「蜂と蜘蛛 田中貴プロデュース・バージョン」を収録。
2. TOWN FOXES ep（2010年3月1日）- 2010年3月のジョイント・ライブ“Sunny Day Service × Trashcan Sinatras”で販売されたスプリット盤。トラッシュ・キャン・シナトラズ「TOWN FOXES」の日本語カヴァー「夢色の街で」を収録。

### 配信限定
1. サニーデイ・サービス BEST 1995-2018（2018年11月21日） - アルバム『若者たち』から『the CITY』まで、MIDIレコードとROSE RECORDSといった2つのレーベルをまたいでセレクトされた楽曲全32曲を収録。曽我部恵一自ら編曲とマスタリングを手がけた[85]。

### 映像作品
- Teenage Flashback Volume 1（1996年4月20日、VHS）  –  PV集
- Teenage Flashback Volume 2（1998年3月18日、VHS）  –  PV&ライブ映像集
- Teenage Flashback 1995-2000（2008年12月3日、DVD）  –  コンプリート映像作品集
  - 〈Teenage Flashback〉シリーズ全2作に加えて、1998年以降に制作された全PVと初公開の「さよなら! 街の恋人たち」ムービー・バージョンを収録。
- サニーデイ・サービス in 日比谷 夏のいけにえ（2017年12月25日、DVD）
  - 2017年8月27日に日比谷野外大音楽堂で行われた「サニーデイ・サービス サマーライブ 2017」を収録したライブDVD。
- birth of a kiss（2019年9月4日、DVD）
  - ROSE RECORDSオンラインショプのみで限定販売されたBOXセット『Birth of a Kiss』（2015年）にパッケージされていた映像作品の単独リリース。

## 関連書籍
- 青春狂走曲（スタンド・ブックス、{2017年8月30日） ISBN 4909048014　ライター・北沢夏音によるインタビュー集
- ユリイカ 2018年1月号 特集＝サニーデイ・サービス（青土社、2017年12月27日） ISBN 479170343X

## タイアップ
| 使用年 | 曲名               | タイアップ                                                                                |
| ------ | ------------------ | ----------------------------------------------------------------------------------------- |
| 1996年 | ここで逢いましょう | NHK-FM『ミュージック・スクエア』1996年4・5月度エンディングテーマ                          |
| 1996年 | サマー・ソルジャー | フジテレビ系『週刊スタミナ天国』オープニングテーマ                                        |
| 1997年 | 白い恋人           | TBS系『BLITZ INDEX』オープニングテーマ                                                    |
| 1997年 | 恋人の部屋         | テレビ朝日系『Mew』オープニングテーマ                                                     |
| 1997年 | 恋人の部屋         | ソニー・コンピュータ・エンタテインメント「ザ・ベストある女の子編/PSゲームソフト」CMソング |
| 1997年 | NOW                | ロッテ「ガーナミルクチョコレート」CMソング                                                |
| 1997年 | baby blue          | 城南予備校 CMソング                                                                       |
| 1997年 | 旅の手帖           | 四国観光立県協会「しあわせ四国」CMソング                                                  |
| 1998年 | 今日を生きよう     | 中国電力 CMソング                                                                         |
| 1999年 | スロウライダー     | NHK-FM『ミュージック・スクエア』1999年8・9月度オープニングテーマ                          |
| 1999年 | テーマ             | ツムラ「バスクリンソフレ」CMソング                                                        |
| 2000年 | 胸いっぱい         | アクサニチダン生命保険 CMソング                                                           |
| 2018年 | 甲州街道の十二月   | YouTube配信 短編ドラマ『青葉家のテーブル』主題歌                                          |
| 2022年 | おみやげを持って   | 日本テレビ系『ぶらり途中下車の旅』エンディングテーマ                                      |
| 2022年 | ライラック・タイム | アパレルブランド「foufou」企画テーマソング                                                |
| 2022年 | 海辺のレストラン   | NHK総合『これって攻めすぎ!?世界旅行』オープニングテーマ                                   |
| 2024年 | Pure Green         | サントリー 鏡月Green × Sunny Day Service「たのしいお酒がいいお酒」篇 Web CMソング         |

### ヘビーローテーション/パワープレイ
| 放送年 | 曲名         | ヘビーローテーション/パワープレイ          |
| ------ | ------------ | ------------------------------------------ |
| 1995年 | 恋におちたら | スペースシャワーTV 1995年11月度POWER PUSH! |

## エピソード
- インディーズ時代、友人のバンドが出演するライブを観に行った曽我部は、酔っ払ってしまった挙句、見ず知らずの男性に絡んだ。この絡まれた男性が後のディレクターの渡邊文武で、絡みながらも、たまたま持参していたCDを渡したことがメジャーデビューへの足がかりとなった[108]。